# Scotopteryx brunnea
Scotopteryx brunnea là một loài bướm đêm trong họ Geometridae.